# Zygmunt Singer
Zygmunt Singer (ur. 30 czerwca 1876  w Sieradzu, zm. 29 stycznia 1958 w Paryżu) – skrzypek, oboista, dyrygent baletów i orkiestr symfonicznych, pedagog muzyczny i kompozytor.

## Edukacja
Kształcił się w grze na skrzypcach u Wincentego Singera w Krakowie, oraz w grze na oboju u Ernesta Königa w Pradze. Studiował kompozycję pod kierunkiem Adama Münchheimera w Warszawie.

## Kariera muzyczna
W 1893 r. był oboistą w orkiestrze symfonicznej Karola Meydera w Berlinie. W okresie warszawskim (lata 1896-1903) grał na skrzypcach a następnie na oboju w orkiestrze Teatru Wielkiego. Od 1909 r. dyrygował w sezonach letnich orkiestrami Filharmonii Warszawskiej oraz koncertami symfonicznymi orkiestry Teatru Wielkiego. Od 1915 r. był dyrygentem baletu w Teatrze Wielkim w Warszawie oraz orkiestry Miejskiej Szkoły Baletowej. Prowadził m.in. takie przedstawienia jak: Kleopatra, Pieśń tańca, W karczmie, Lizetta czyli Córka źle strzeżona, Katarzyna córka bandyty, Wesele w Ojcowie, Pan Twardowski, Giselle, Jezioro łabędzie i Coppélia.

## Praca pedagogiczna
Od 1905 r. uczył gry na oboju w Instytucie Muzycznym (następnie Państwowym Konserwatorium Muzycznym) w Warszawie. Od 1918 r. prowadził klasę kameralną, a w latach 1922-1927 także klasę gry orkiestrowej. W 1930 r. wyjechał do Paryża jako instruktor polskich zespołów chóralnych i instrumentalnych. Założył polską szkołę muzyczną w Paryżu.